# Jonathania
Jonathania är ett släkte av steklar. Jonathania ingår i familjen brokparasitsteklar, överfamiljen Ichneumonoidea, ordningen steklar, klassen egentliga insekter, fylumet leddjur och riket djur.
Släktet innehåller bara arten Jonathania multimaculata.